# Yevgeni Kaloshin
Yevgeni Mikhaylovich  Kaloshin (tiếng Nga: Евгений Михайлович Калошин; sinh ngày 27 tháng 7 năm 1994) là một cầu thủ bóng đá người Nga. Anh thi đấu cho F.K. Rotor-2 Volgograd.

## Sự nghiệp câu lạc bộ
Anh có màn ra mắt tại Russian Second Division cho FC Olimpia Volgograd vào ngày 26 tháng 7 năm 2012 trong trận đấu với FC Dagdizel Kaspiysk.